# Гидравлическая проводимость
Гидравлическая проводимость (в геологии, англ. Hydraulic conductivity) или Водопроницаемость {\displaystyle K} (в геотехнике, англ. Permeability Coefficient )- скорость жидкости через поры и трещины (sm/s). Зависит от проницаемости, степени насыщения, плотности и вязкости жидкости. Водопроницаемость в насыщенном водой грунте Ksat - отношение потока к напору (гидравлическому градиенту), способность насыщенного грунта пропускать воду при воздействии гидравлического градиента (соответствующем углу наклона потока).
Водопроницаемость является функцией от коэффициента пустотности или содержания мелких частиц k=f(e), k=f(D10 ). Водопроницаемость для глин составляет {\displaystyle 10^{-6}} см/с и менее, илов {\displaystyle 10^{-6}-10^{-3}}см/с, гравия {\displaystyle 10^{0}} см/с.

## Методы определения

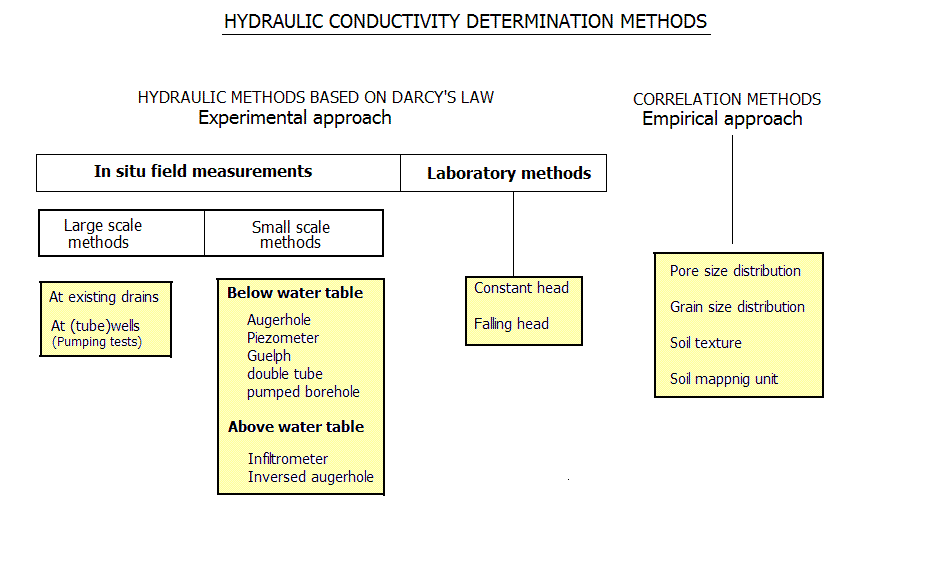
Обзор методов определения гидравлической проводимости

Существует две широкие категории определения гидравлической проводимости:
- Эмпирический подход, с помощью которого гидравлическая проводимость коррелирует со свойствами почвы, такими как размер пор и распределение частиц по размерам (размер зёрен), а также текстура почвы.
- Экспериментальный подход, при котором гидравлическая проводимость определяется из гидравлических экспериментов с использованием закона Дарси.

Экспериментальный подход в целом подразделяется на:
- Лабораторные испытания с использованием образцов грунта, подвергнутых гидравлическим экспериментам.
- Полевые испытания , которые дифференцируются на:
  - мелкомасштабные (on site) с использованием наблюдений за уровнем воды в полостях грунта.
  - крупномасштабные (in situ) полевые испытания, такие как испытания насосов в скважинах или путём наблюдения за работой существующих систем горизонтального дренажа .

Мелкомасштабные полевые испытания подразделяются на:
- инфильтрационные испытания в полостях над уровнем грунтовых вод.
- тесты на пробки в полостях ниже уровня грунтовых вод.

## Оценка эмпирическим методом

### Оценка по размеру зерна
Аллен Хазен вывел формулу взаимосвязи гидравлической проводимости и размера частицы грунта:
{\displaystyle K=C(D_{10})^{2}}
где
{\displaystyle C} - Эмпирический коэффициент Хазена, который принимает значение от 0,0 до 1,5.
{\displaystyle D_{10}} - это коэффициент однородности грунта.

## Определение экспериментальным путём
Существуют относительно простые и недорогие лабораторные тесты для определения гидравлической проводимости почвы: метод постоянного напора и метод падающего напора.

### Лабораторные методы

#### Метод постоянного напора
Метод постоянного напора обычно используется на гранулированном грунте. Эта процедура позволяет воде проходить через почву при установившемся напоре, в то время как объем воды, протекающей через образец почвы, измеряется в течение определённого периода времени. Зная объем {\displaystyle \Delta V} воды измеряется за время {\displaystyle \Delta t}, на образце длиной {\displaystyle L} и площадь поперечного сечения {\displaystyle A}, а также голова {\displaystyle h}, гидравлическая проводимость, {\displaystyle K}, можно получить, просто переформулировав закон Дарси :
{\displaystyle K={\frac {\Delta V}{\Delta t}}{\frac {L}{Ah}}}
Доказательство: закон Дарси гласит, что объёмный расход зависит от перепада давления, {\displaystyle \Delta P}, между двумя сторонами образца, проницаемость, {\displaystyle k}, а вязкость, {\displaystyle \mu }, как: 
{\displaystyle {\frac {\Delta V}{\Delta t}}=-{\frac {kA}{\mu L}}\Delta P}
В эксперименте с постоянным напором напор (разница между двумя высотами) определяет избыточную массу воды, {\displaystyle \rho Ah}, куда {\displaystyle \rho } это плотность воды. Эта масса давит на ту сторону, на которой она находится, создавая перепад давления в {\displaystyle \Delta P=\rho gh}, куда {\displaystyle g} есть ускорение свободного падения. Подключение этого непосредственно к приведённому выше даёт:
{\displaystyle {\frac {\Delta V}{\Delta t}}=-{\frac {k\rho gA}{\mu L}}h}
Если гидравлическая проводимость определяется как связанная с гидравлической проницаемостью как:
{\displaystyle K={\frac {k\rho g}{\mu }}} ,
это дает результат.

#### Метод увеличивающегося и убывающего напора
В методе (англ. the falling-head method) образец насыщается при определённых условиях напора. Затем воде позволяют течь через почву без добавления воды, поэтому напор снижается по мере прохождения воды через образец. Преимущество метода падающего напора в том, что его можно использовать как для мелкозернистых, так и для крупнозернистых почв.  Если голова падает с {\displaystyle h_{i}} к {\displaystyle h_{f}} через время {\displaystyle \Delta t}, то гидравлическая проводимость равна:
{\displaystyle K={\frac {L}{\Delta t}}\ln {\frac {h_{f}}{h_{i}}}}
Доказательство: как и выше, закон Дарси гласит:
{\displaystyle {\frac {\Delta V}{\Delta t}}=-K{\frac {A}{L}}h}
Уменьшение объёма связано с падением головы[уточнить] соотношением {\displaystyle \Delta V=\Delta hA} . Подключив это отношение к приведённому выше и приняв предел как {\displaystyle \Delta t\rightarrow 0}, дифференциальное уравнение
{\displaystyle {\frac {dh}{dt}}=-{\frac {K}{L}}h}
имеет решение:
{\displaystyle h(t)=h_{i}e^{-{\frac {K}{L}}(t-t_{i})}} .
Подключение {\displaystyle h(t_{f})=h_{f}} и перестановка дает результат.

### Полевые методы

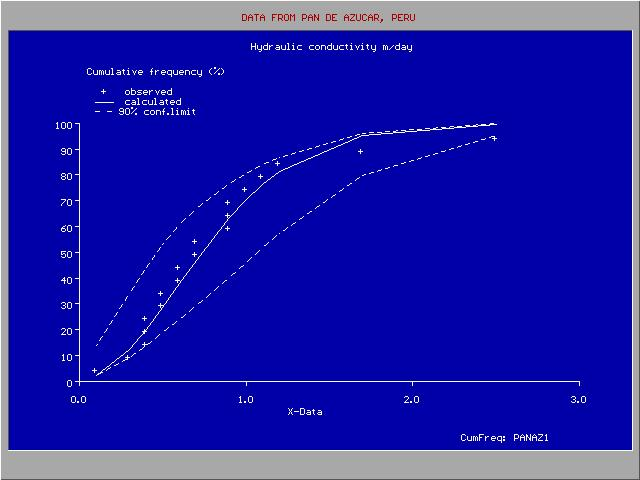
Кумулятивное частотное распределение (логнормальное) гидравлической проводимости (X-данные)

По сравнению с лабораторным методом полевые методы дают наиболее достоверную информацию о водопроницаемости грунта. В лабораторных методах погрешность влияет на достоверность значения проницаемости грунта.
Насосное испытание является наиболее надёжным методом расчёта коэффициента водопроницаемости грунта.  Когда уровень грунтовых вод неглубокий, для определения гидравлической проводимости ниже уровня грунтовых вод можно использовать метод пробки. Метод был разработан Hooghoudt (1934)  в Нидерландах и представлен в США Van Bavel en Kirkham (1948).  Метод использует следующие шаги:
1. Буровая скважина пробивается в почву ниже уровня грунтовых вод.
2. Вода вычерпывается из шпура.
3. Фиксируется скорость подъема уровня воды в скважине.
4. В {\textstyle K} -значение вычисляется из данных как: [5]

{\displaystyle K=F\left(H_{o}-H_{t}\right)/t}
куда: {\textstyle K=} горизонтальная насыщенная гидравлическая проводимость (м/сут), {\textstyle H=} глубина уровня воды в скважине относительно уровня грунтовых вод в почве (см), {\textstyle H_{t}=H} вовремя {\textstyle t}, {\textstyle H_{o}=H} вовремя {\textstyle t=0}, {\textstyle t=} время (в секундах) с момента первого измерения {\textstyle H} в качестве {\textstyle H_{o}}, а также {\textstyle F} — коэффициент, зависящий от геометрии отверстия:
{\displaystyle F=4000r/h'(20+D/r)(2-h'/D)}
куда: {\displaystyle r=} радиус цилиндрического отверстия (см), {\displaystyle h'} – средняя глубина уровня воды в скважине относительно уровня грунтовых вод в почве (см), находимая как {\textstyle h'=(H_{o}+H_{t})/2}, а также {\textstyle D} - глубина дна ямы относительно уровня грунтовых вод в почве (см).
На картинке представлена большая вариация {\textstyle K} -значения, измеренные шпуровым методом на площади 100 га.  Соотношение между самым высоким и самым низким значением равно 25. Кумулятивное частотное распределение является логнормальным и было получено с помощью программы CumFreq .

## Связанные величины

### Коэффициент пропускания
Коэффициент пропускания — мера того, сколько воды может быть передано по горизонтали, например, в насосную скважину.
Коэффициент пропускания не следует путать с аналогичным словом пропускание, используемым в оптике, означающим долю падающего света, проходящего через образец.
Водоносный горизонт может состоять из {\displaystyle n} слоев грунта. Коэффициент пропускания {\displaystyle T_{i}} горизонтального потока для {\textstyle i{\mbox{-th}}} слой почвы насыщенной толщины {\displaystyle d_{i}} и горизонтальная гидравлическая проводимость {\displaystyle K_{i}} является:
{\displaystyle T_{i}=K_{i}d_{i}}
Коэффициент пропускания прямо пропорционален горизонтальной гидравлической проводимости. {\displaystyle K_{i}} и толщина {\displaystyle d_{i}} . Выражение {\displaystyle K_{i}} в м/сутки и {\displaystyle d_{i}} в м, коэффициент пропускания {\displaystyle T_{i}} находится в единицах м 2 /сут.</br> Полная пропускаемость {\displaystyle T_{t}} водоносного горизонта составляет: 
{\displaystyle T_{t}=\sum T_{i}} куда {\displaystyle \sum } означает суммирование по всем слоям {\displaystyle i=1,2,3,\dots ,n} .
Кажущаяся горизонтальная гидравлическая проводимость {\displaystyle K_{A}} водоносного горизонта:
{\displaystyle K_{A}=T_{t}/D_{t}}
где {\displaystyle D_{t}}, общая мощность водоносного горизонта, {\displaystyle D_{t}=\sum d_{i}}, с {\displaystyle i=1,2,3,\dots ,n} .
При горизонтальной и вертикальной гидравлической проводимости ( {\textstyle K_{h_{i}}} а также {\textstyle K_{v_{i}}} ) принадлежащий {\textstyle i{\mbox{-th}}} слой грунта существенно различаются, говорят, что слой анизотропен по отношению к гидравлической проводимости.</br> При кажущейся горизонтальной и вертикальной гидравлической проводимости ( {\textstyle K_{h_{A}}} а также {\textstyle K_{v_{A}}} ) значительно различаются, говорят, что водоносный горизонт является анизотропным по отношению к гидравлической проводимости.</br> Водоносный горизонт называется полунапорным, когда водонасыщенный слой с относительно небольшой горизонтальной гидравлической проводимостью (полунапорный слой или водоупор ) перекрывает слой с относительно высокой горизонтальной гидравлической проводимостью, так что поток подземных вод в первом слое в основном вертикальный. а во втором слое преимущественно горизонтальные.</br> Сопротивление полузапирающего верхнего слоя водоносного горизонта может быть определено в результате испытаний на откачку .  При расчете стока в дрены  или в скважинное поле  в водоносном горизонте с целью контроля уровня грунтовых вод необходимо учитывать анизотропию, иначе результат может быть ошибочным.

### Сопротивление
Сопротивление вертикальному потоку ( {\textstyle R_{i}} ) принадлежащий {\textstyle i{\mbox{-th}}} слой почвы насыщенной толщины {\displaystyle d_{i}} и вертикальная гидравлическая проводимость {\textstyle K_{v_{i}}} является:
{\displaystyle R_{i}=d_{i}/K_{v_{i}}}
Выражение {\textstyle K_{v_{i}}} в м/сутки и {\displaystyle d_{i}} в м сопротивление ( {\textstyle R_{i}} ) выражается в днях.</br> Общее сопротивление ( {\textstyle R_{t}} ) водоносного горизонта составляет: 
{\displaystyle R_{t}=\sum R_{i}=\sum d_{i}/K_{v_{i}}}
куда {\textstyle \sum } означает суммирование по всем слоям: {\textstyle i=1,2,3,...,n.}</br> Кажущаяся вертикальная гидравлическая проводимость ( {\textstyle K_{v_{A}}} ) водоносного горизонта составляет:
{\displaystyle K_{v_{A}}=D_{t}/R_{t}}
куда {\textstyle D_{t}} общая мощность водоносного горизонта: {\textstyle D_{t}=\sum d_{i}}, с {\textstyle i=1,2,3,...,n.}
Сопротивление играет роль в водоносных горизонтах, где имеется последовательность слоёв с различной горизонтальной проницаемостью, так что горизонтальный поток обнаруживается в основном в слоях с высокой горизонтальной проницаемостью, тогда как слои с низкой горизонтальной проницаемостью пропускают воду в основном в вертикальном направлении.

## Анизотропия
При горизонтальной и вертикальной гидравлической проводимости ( {\textstyle K_{h_{i}}} а также {\textstyle K_{v_{i}}} ) принадлежащий {\textstyle i{\mbox{-th}}} слой грунта существенно различаются, говорят, что слой анизотропен по отношению к гидравлической проводимости.</br> При кажущейся горизонтальной и вертикальной гидравлической проводимости ( {\textstyle K_{h_{A}}} а также {\textstyle K_{v_{A}}} ) значительно различаются, говорят, что водоносный горизонт является анизотропным по отношению к гидравлической проводимости.</br> Водоносный горизонт называется полунапорным, когда водонапорный слой с относительно малой горизонтальной гидравлической проводимостью (полунапорный слой или водоупор) перекрывает слой с относительно высокой горизонтальной гидравлической проводимостью, так что поток подземных вод в первом слое в основном вертикальный. а во втором слое преимущественно горизонтальные. Сопротивление полузапирающего верхнего слоя водоносного горизонта может быть определено в результате испытаний на откачку . </br> При расчете стока в дрены  или в скважинное поле  в водоносном горизонте с целью контроля уровня грунтовых вод необходимо учитывать анизотропию, иначе результат может быть ошибочным.

## Относительные свойства
Из-за высокой пористости и проницаемости водоносные горизонты из песка и гравия имеют более высокую гидравлическую проводимость, чем водоносные горизонты из глины или гранита . Таким образом, из песчаных или гравийных водоносных горизонтов будет легче извлекать воду (например, с помощью насосной скважины ) из-за их высокой проводимости по сравнению с глинистыми или нетрещиноватыми коренными водоносными горизонтами.
Гидравлическая проводимость имеет единицы измерения длины во времени (например, м/с, фут/день и ( галлон /день)/фут²); тогда коэффициент пропускания имеет единицы измерения длины в квадрате за время. В следующей таблице приведены некоторые типичные диапазоны (показывающие вероятные порядки величины) для значений K.
Гидравлическая проводимость ( К ) является одним из самых сложных и важных свойств водоносных горизонтов в гидрогеологии, так как величины, встречающиеся в природе:
- диапазон на много порядков (распределение часто считается логнормальным).
- сильно различаться в пространстве (иногда считается случайно распределённым в пространстве или стохастическим по своей природе).
- являются направленными (в общем случае K является симметричным тензором второго ранга; например, вертикальные значения K могут быть на несколько порядков меньше, чем горизонтальные значения K ).
- зависят от масштаба (испытание м³ водоносного горизонта обычно даёт другие результаты, чем аналогичное испытание только на см³ образца того же водоносного горизонта).
- должно быть определено косвенно с помощью полевых испытаний насосов, лабораторных испытаний потока в колонке или обратного компьютерного моделирования (иногда также на основе анализа размера зерен), и
- сильно зависят ( нелинейным образом) от содержания воды, что затрудняет решение уравнения ненасыщенного потока . Фактически, переменная насыщенность K для одного материала варьируется в более широком диапазоне, чем насыщенные значения K для всех типов материалов (см. диаграмму ниже, иллюстрирующую диапазон последних).

## Диапазоны значений для натуральных материалов
Таблица значений насыщенной гидравлической проводимости ( K ), встречающихся в природе

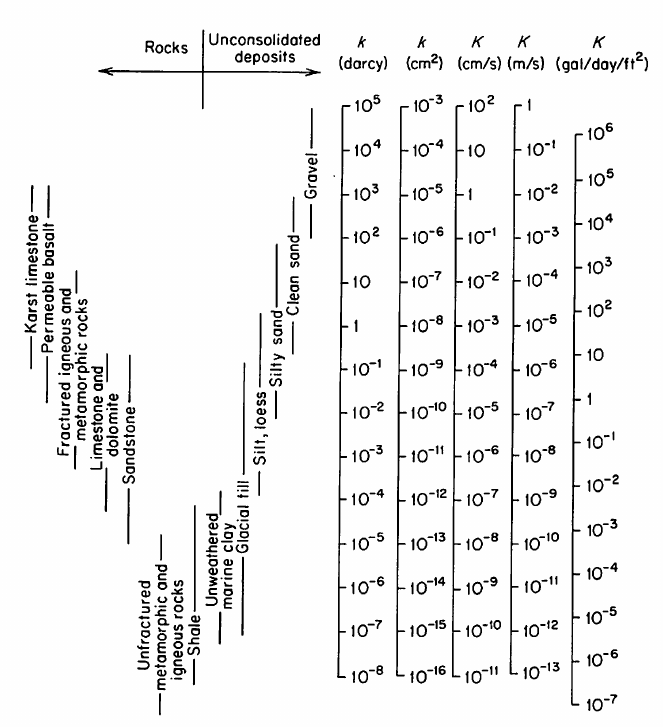
таблица, показывающая диапазоны значений гидравлической проводимости и проницаемости для различных геологических материалов

Значения приведены для типичных условий пресной подземной воды — с использованием стандартных значений вязкости и удельного веса воды при температуре 20 °С и 1 атм. См. аналогичную таблицу, полученную из того же источника, для значений внутренней проницаемости.
| К (см/ с )                           | 10²                           | 10 1                          | 10 0 =1                                         | 10 −1                                           | 10 −2                                           | 10 −3                                  | 10 −4                                  | 10 −5                                  | 10 −6                                  | 10 −7                     | 10 −8                     | 10 −9                    | 10−10                    |
| К (фут/ день )                       | 10 5                          | 10 000                        | 1000                                            | 100                                             | 10                                              | 1                                      | 0,1                                    | 0,01                                   | 0,001                                  | 0,0001                    | 10 −5                     | 10 −6                    | 10 −7                    |
| Относительная проницаемость          | Проницаемый                   | Проницаемый                   | Проницаемый                                     | Проницаемый                                     | Полупроницаемый                                 | Полупроницаемый                        | Полупроницаемый                        | Полупроницаемый                        | Непроницаемый                          | Непроницаемый             | Непроницаемый             | Непроницаемый            | Непроницаемый            |
| водоносный горизонт                  | Хороший                       | Хороший                       | Хороший                                         | Хороший                                         | Хороший                                         | Бедный                                 | Бедный                                 | Бедный                                 | Бедный                                 | Никто                     | Никто                     | Никто                    | Никто                    |
| Неуплотненный песок и гравий         | Хорошо отсортированный гравий | Хорошо отсортированный гравий | Хорошо отсортированный песок или песок и гравий | Хорошо отсортированный песок или песок и гравий | Хорошо отсортированный песок или песок и гравий | Очень мелкий песок, ил, лёсс, суглинок | Очень мелкий песок, ил, лёсс, суглинок | Очень мелкий песок, ил, лёсс, суглинок | Очень мелкий песок, ил, лёсс, суглинок |                           |                           |                          |                          |
| Неконсолидированная глина и органика |                               |                               |                                                 |                                                 | Торф                                            | Торф                                   | Слоистая глина                         | Слоистая глина                         | Слоистая глина                         | Жир / невыветрелая глина  | Жир / невыветрелая глина  | Жир / невыветрелая глина | Жир / невыветрелая глина |
| Консолидированные породы             | Сильно трещиноватые породы    | Сильно трещиноватые породы    | Сильно трещиноватые породы                      | Сильно трещиноватые породы                      | Породы нефтяных пластов                         | Породы нефтяных пластов                | Породы нефтяных пластов                | Свежий песчаник                        | Свежий песчаник                        | Свежий известняк, доломит | Свежий известняк, доломит | Свежий гранит            | Свежий гранит            |

Источник: изменено из Bear, 1972 г.
| Тип почвы                         | Предел жидкости, LL (%) | Коэффициент пустот на пределе жидкости, {\displaystyle e_{L}} (%) | Гидравлическая проводимость, {\displaystyle 10^{-7}} см/с |
| --------------------------------- | ----------------------- | ----------------------------------------------------------------- | --------------------------------------------------------- |
| Бентонит                          | 330                     | 9.24                                                              | 1,28                                                      |
| Бентонит {\displaystyle +} песок  | 215                     | 5,91                                                              | 2,65                                                      |
| Естественная морская почва        | 106                     | 2798                                                              | 2,56                                                      |
| Воздушно-сухая морская почва      | 84                      | 2234                                                              | 2,42                                                      |
| Открытый высушенный морской грунт | 60                      | 1644                                                              | 2,63                                                      |
| Бурая почва                       | 62                      | 1674                                                              | 2,83                                                      |

## Смотрите также
- Гидравлическая аналогия
- Педотрансферные функции – это эмпирические зависимости, позволяющие восстанавливать основные гидрофизические функции почв, – прежде всего, основную гидрофизическую характеристику (ОГХ), – по традиционным, известным из материалов Почвенных служб.